# Anteremanthus
Anteremanthus je rod od glavočika smješten u podtribus Lychnophorinae, dio tribusa Vernonieae, potporodica Vernonioideae. Sastoji se od dvije vrste grmova ili drveća, oba su brazilski endemi.
Rod je opisan u Proceedings of the Biological Society of Washington 105(3): 646. 1992.